# Fremantle Highway
Fremantle Highway ist der bekannteste Name eines heute Floor heißenden unter panamaischer Flagge fahrenden Autotransporters, der durch einen Großbrand im Juli 2023 vor der niederländischen Insel Ameland besondere Bekanntheit erlangte.

## Geschichte
Die Fremantle Highway gehört zu einer über 50 Einheiten zählenden Bauserie des Imabari 6200-Cars-Typs. Sie wurde 2013 unter der Baunummer 1617 auf der japanischen Werft Imabari Zōsen gebaut. Die Kiellegung fand am 17. Mai und der Stapellauf am 30. September 2013 statt. Die Fertigstellung erfolgte im Dezember 2013.
Bis September 2023 gehörte das Schiff der japanischen Reederei Shōei Kisen und fuhr in Charter der Reederei “K” Line.

### Havarie im Juli 2023

#### Brandereignis
Das Schiff war am 25. Juli 2023 von Bremerhaven kommend auf dem Weg nach Singapur via Suezkanal. Der Frachter hatte nach Angaben der Reederei 3783 Autos (überwiegend Neuwagen) an Bord, darunter 498 Fahrzeuge mit Elektroantrieb. Außerdem zählten Lkw und sogenannte „High & Heavy“-Ladung wie Bau- und Landmaschinen zur Ladung. In den Schiffstanks befanden sich dem deutschen Bundesumweltministerium zufolge 1600 t Schweröl und weitere 200 t Marinedieselöl als Schiffstreibstoffe.

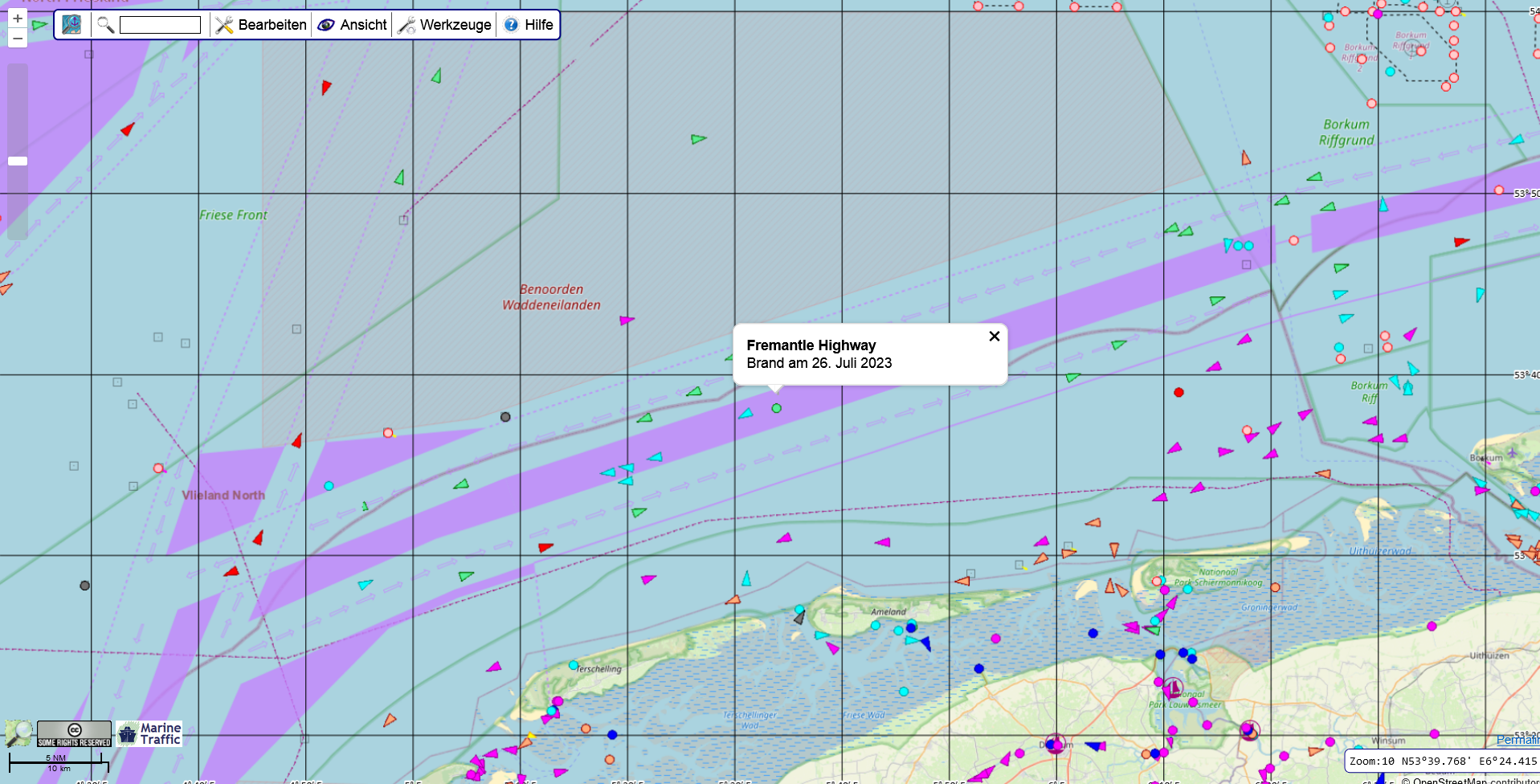
[https://map.openseamap.org/?zoom=10&lon=5.636&lat=53.8&layers=TFTTFFTFFTFFTFFFTFFFFF&mlat=53.64788&mlon=5.56528&mtext=%3Cb%3EFremantle+Highway%3C%2Fb%3E%0ABrand+am+26.+Juli+2023 Position am 26. Juli 2023

Die Fremantle Highway befand sich rund 27 Kilometer nördlich der niederländischen Wattenmeerinsel Ameland, als in der Nacht auf den 26. Juli 2023 gegen Mitternacht ein Feuer auf einem der Fahrzeugdecks ausbrach.
Da die Besatzung den Brand nicht unter Kontrolle bringen konnte und dieser ihr Leben bedrohte, evakuierte die niederländische Küstenwache das Schiff mit Booten und Helikoptern. Sieben Seeleute sprangen von der 30 Meter hohen Bordwand in die See, wodurch sie sich verletzten und einer im Rettungsboot an seinen Verletzungen starb. Die übrigen 16 Besatzungsmitglieder wurden mit Hubschraubern durch die niederländische Küstenwache abgeborgen. Insgesamt gab es mindestens 16 Verletzte. Ein später erstellter interner Untersuchungsbericht stellte für die Rettungsaktion mehrere Mängel in den Abläufen und der Koordination fest.
Nach der Evakuierung wurde das Schiff lediglich von außen mit Seewasser gekühlt, da das Einbringen von Löschwasser an Deck und in den Rumpf die Stabilität gefährdet hätte und es hätte kentern oder sinken können. Dazu war zeitweise auch der deutsche Notschlepper Nordic im Einsatz. Um 13:14 Uhr MESZ am 26. Juli sendete der Transponder letztmalig Positionsangaben, was auf erhebliche Brandschäden an der Schiffstechnik schließen ließ.
Die Brandursache war laut der Küstenwache Stand September 2023 unbekannt. Viele Medien vermuteten anfangs einen E-Auto-Brand aufgrund eines dahingehenden, aufgezeichneten Funkspruchs der Rettungsdienste; die Küstenwache stellte jedoch umgehend klar, dass die Ursache noch unbekannt sei und weitere Untersuchungen notwendig seien. Später wurde bekannt, dass sich alle oder fast alle E-Autos auf einem der unteren Decks befanden, welches vom Feuer nicht erfasst wurde. Ein Untersuchungsbericht zur Brandursache ist bislang nicht öffentlich bekannt.

#### Bergung
Am Nachmittag des 30. Juli startete die Verbringung des Frachters zu einem Liegeplatz 16 km nördlich der Inseln Schiermonnikoog und Ameland. Dort kam die Fremantle Highway zur Mittagszeit des 31. Juli nach 66 km Wegstrecke an und wurde von Schleppern an ihrer Position gehalten, wo der Brand bis zum Tag darauf erlosch. Man erhoffte sich von dieser Verlegung weniger Wind und Strömung bei der weiteren Bergung. Außerdem befindet sich dieser Liegeplatz abseits vielbefahrener Schifffahrtsrouten.
Für das erste Augustwochenende wurden Windstärken von 7 bis 8 Beaufort erwartet. Wegen der durch die hohe Bordwand sehr großen Angriffsfläche für den Wind entschied der zuständige niederländische Minister Mark Harbers am späten Abend des 2. August 2023, das Schiff in das 64 Kilometer entfernte Eemshaven zu schleppen.

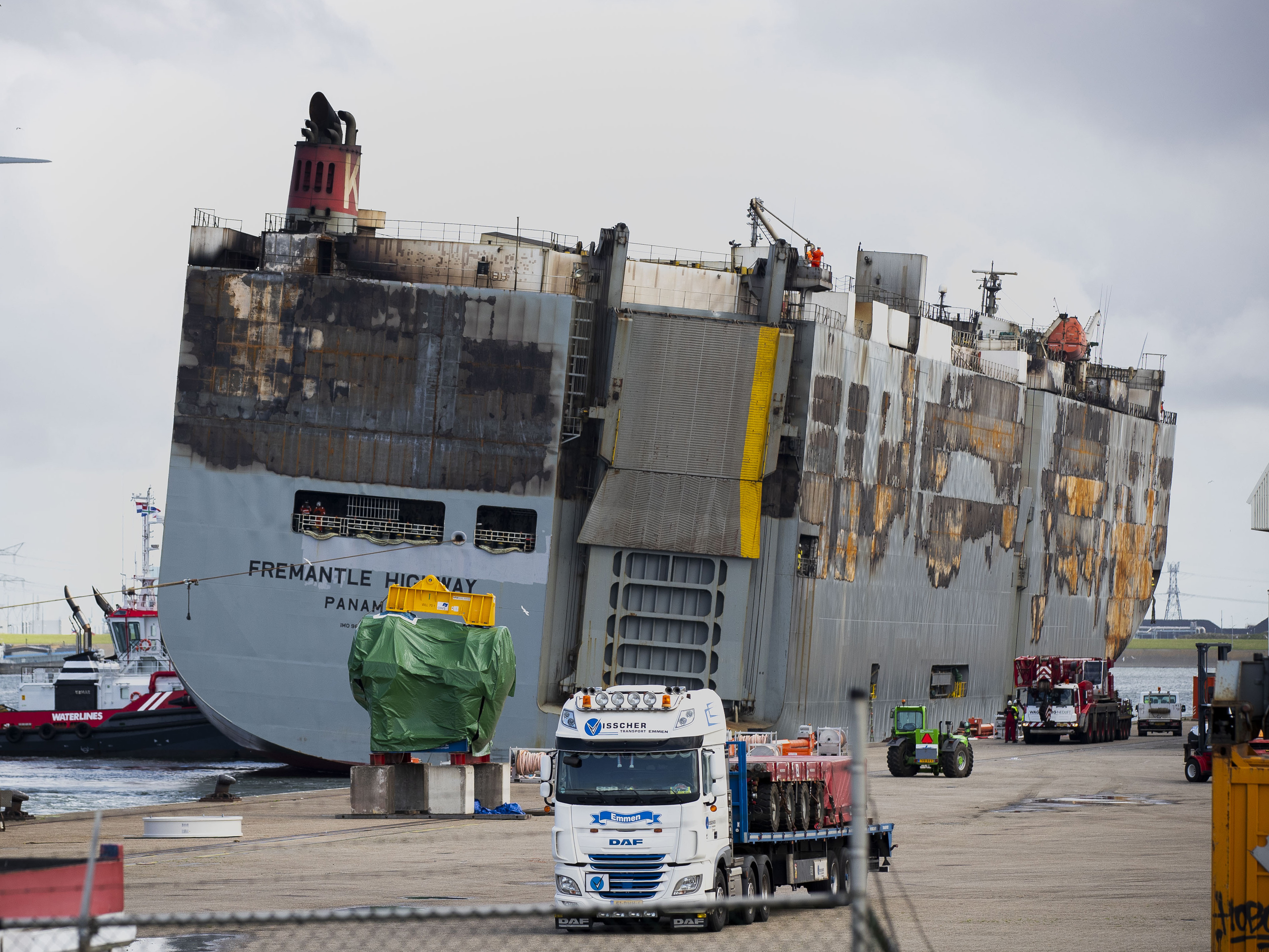
Die ausgebrannte Fremantle Highway am Kai in Eemshaven

Der Schleppvorgang begann am Morgen des 3. August. Der Schleppverband mit dem havarierten Autofrachter traf dort mittags ein.
In einer ersten Inspektion in der zweiten Augustwoche durch das Bergungsunternehmen Boskalis wurde festgestellt, dass die oberen vier Decks des Frachters so schwer beschädigt waren, dass es kaum möglich war, sie zu betreten. Dort sei keine Bergung von Fahrzeugen mehr möglich, teilweise seien Fahrzeuge und Decks miteinander verschmolzen. In den untersten vier der insgesamt zwölf Decks befänden sich jedoch rund 1000 Autos, davon etwa die Hälfte elektrisch, die noch in einem guten Zustand seien. Die Bergung sei jedoch schwierig; insbesondere die Hochspannung der Akkus könnte sehr gefährlich sein. Ein Abpumpen des Öls hingegen stehe kurz bevor.
Am 19. August 2023 wurde damit begonnen, die nicht verbrannten Fahrzeuge der unteren Decks von Bord zu fahren. Vor Verlassen des Schiffs werden die Autos gewaschen, um eventuell anhaftende Schadstoffe aufzufangen. Am 8. September meldete Boskalis den Abschluss der Räumung und die Rückgabe des Schiffs an den Eigner. Die Reste der verbrannten Autos blieben dabei wie geplant an Bord.

### Verbleib des Schiffes
Vom 21. bis 23. September 2023 wurde die Fremantle Highway nach Rotterdam geschleppt. Im September 2023 erwarb der niederländische Abbruch- und Entsorgungsdienstleister Koole Contractors das Schiff und mietete ein Dock von der Werft Damen Verolme Rotterdam für die kommenden vier bis fünf Monate. Koole beabsichtigte eine vollständige Reparatur Anfang 2024 und einen Weiterverkauf an eine Reederei. Das Unternehmen hielt den Schaden für wirtschaftlich reparabel, weil die wichtigsten Teile des Schiffes, Motoren und Pumpensysteme, weitgehend unversehrt blieben. Man sprach von „zig“ Kaufinteressenten. Das Ende 2023 in Floor umbenannte Schiff wurde bis auf den Rumpf fast vollständig zurückgebaut, im Oktober 2024 auf das Halbtaucherschiff Boka Vanguard verladen und anschließend für den Wiederaufbau in eine chinesische Werft gebracht.

## Technische Daten und Ausstattung
Das etwa 200 Meter lange und 32 Meter breite Schiff wird von einem Mitsubishi-Zweitakt-Achtzylinder-Dieselmotor 8UEC60LSII mit 12.240 kW Leistung angetrieben, der auf einen Propeller wirkt. Für die Stromerzeugung stehen vier Dieselgeneratoren mit zusammen 4.750 kW Leistung zur Verfügung. Für den Ladungsumschlag stehen eine Heckrampe auf der Steuerbordseite sowie eine Seitenrampe etwa in der Mitte auf der Steuerbordseite zur Verfügung. Die Heckrampe kann mit bis zu 100 t belastet werden. Die maximale Deckenhöhe auf den Fahrzeugdecks beträgt 5,10 Meter.

## Ähnliche Unglücke
Beim Untergang der Felicity Ace im Februar 2022 wurden 4000 Neuwagen zerstört.